# Gave du Lavedan
Le nom de gave du Lavedan est parfois attribué au gave de Pau au sud de Lourdes et en aval de la confluence du gave de Cauterets à Soulom. Le Géoportail indique ce nom uniquement pour la partie comprise en aval de la confluence avec le gave de Cauterets à Soulom et en amont de celle avec le gave d'Azun, en limite de Lau-Balagnas et d'Argelès-Gazost.